# Hoya myrmecopa
Hoya myrmecopa är en oleanderväxtart. Hoya myrmecopa ingår i släktet Hoya och familjen oleanderväxter.

## Underarter
Arten delas in i följande underarter:
- H. m. kapatalanensis
- H. m. myrmecopa